# Charles Combes

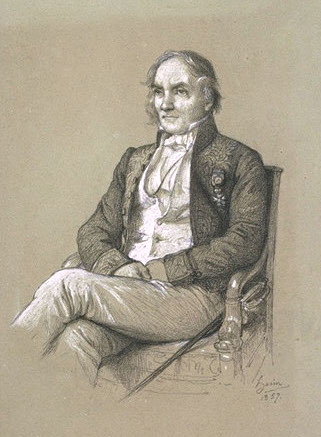
Charles Combes

Charles-Pierre-Mathieu Combes (* 26. Dezember 1801 in Cahors; † 10. Januar 1872 in Paris) war ein französischer Ingenieur. Er war Generalinspekteur der Bergwerke und Rektor der École des Mines. Er ist auf der Liste der 72 Namen auf dem Eiffelturm enthalten. 1847 wurde er Mitglied der Académie des sciences.

## Schriften
- Exposé des principes de la théorie mécanique de la chaleur et de ses applications principales. Paris 1863.
- Combes, Charles P.; Phillips, Edouard; Collignon, Edouard: Exposé de la situation de la mécanique appliquée. Paris: Hachette, 1867.
- Traité de l’exploitation des mines. Dominique Avanzo et Cie., Liége (Lüttich) 1844–45 (Bände 1 u.2); Carilian-Goeury et Dalmont, Paris 1845 (Band 3).
  - auf Deutsch erschienen als Handbuch der Bergbaukunst, oder die Lehre von der Aufsuchung und Gewinnung der nutzbaren Mineralien. In zwei Bänden mit einem Atlas, Deutsch bearbeitet von Carl Hartmann, Verlag, Druck und Lithographie von Bernhard Friedrich Voigt, Weimar 1844–46.